# Erwin Felzmann
Erwin Felzmann (* 10. April 1937 in Wien) ist ein österreichischer Jurist. Er war Präsident des Obersten Gerichtshofes in Österreich.

## Leben
Erwin Felzmann wurde am 10. April 1937 in Wien geboren und besuchte die Lehrerbildungsanstalt Wiener Neustadt, wo er 1956 die Reifeprüfung ablegte. Anschließend absolvierte er ein Studium der Rechtswissenschaften an der Universität Wien, wo er 1960 zum Dr. jur. promovierte.
Er begann seine berufliche Laufbahn 1961 als Rechtspraktikant beim Bezirksgericht Gänserndorf und er war nach Ablegung der Richteramtsprüfung 1964 Sprengelrichter beim Kreisgericht Korneuburg und beim Bezirksgericht Gänserndorf tätig.
Seinen Präsenzdienst leistete er beim Österreichischen Bundesheer ab. Ab 1970 war der Jurist Staatsanwalt bei der Staatsanwaltschaft Korneuburg und im Jahre 1974 wurde er Oberstaatsanwalt in Wien und ab 1979 stellvertretender Behördenleiter (1. Oberstaatsanwalt). 
Erwin Felzmann wurde 1992 Präsident des Oberlandesgerichtes Wien und ab 1999 Präsident des Obersten Gerichtshofes. Diese Funktion hatte er bis zu seinem Ruhestand Ende 2002 inne. Seit Jänner 1985 ist er auch Ersatzmitglied des Verfassungsgerichtshofes.
Neben diesen Aufgaben war er Vorstandsmitglied der Österreichischen Juristenkommission und der Juristischen Gesellschaften Niederösterreich, Wien und Burgenland, sowie ab 2000 Vizepräsident der Österreichischen Juristenkommission und von 2003 bis 2007 Vorsitzender des Menschenrechtsbeirates.
Ehrenamtlich engagiert er sich auch überregional für den Sport, besonders für Handball, was er früher auch aktiv ausübte. Er war 15 Jahre Landesobmann der Sportunion Niederösterreich.

## Auszeichnungen
- 1983: Hofrat des Obersten Gerichtshofes
- 1998: Großes Silbernes Ehrenzeichen mit dem Stern für Verdienste um die Republik Österreich[1]
- 2002: Großes Goldenes Ehrenzeichen am Bande für Verdienste um die Republik Österreich[2]
- 2003: Goldenes Komturkreuz mit dem Stern des Ehrenzeichens für Verdienste um das Bundesland Niederösterreich
- 2003: Ehrenzeichen des Österreichischen Rechtsanwaltskammertages